# Собор Святого Николая (Грайфсвальд)

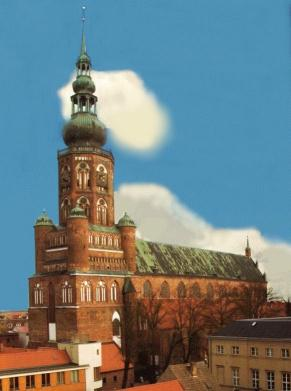

Собор Святого Николая — лютеранский храм в историческом центре ганзейского города Грайфсвальда, самое высокое культовое сооружение, построенное в стиле кирпичной готики. Церковь названа в честь Святителя Николая, считающегося покровителем моряков и купцов. Благодаря своей высокой башне получила прозвище «длинный Николаус».
Является главным храмом Померанской Евангелической церкви

## История
Собор Святого Николая был построен в 1250–1410 годах. 
В 1456 году здесь состоялось основание Грайфсвальдского университета. В 1774 году здесь был крещён Каспар Давид Фридрих, уроженец Грайфсвальда. 
Готическая башня собора дважды обрушивалась в результате сильных штормов.
Существующая башня в сто метров высотой сооружена в XVII веке в стиле нидерландского барокко. Доминирующая над исторической частью Грайфсвальда, она является одним из символов города и северо-востока Германии в целом.